# Kolbeellus ateuchoides
Kolbeellus ateuchoides är en skalbaggsart som beskrevs av Johan Wilhelm van Lansberge 1875. Kolbeellus ateuchoides ingår i släktet Kolbeellus och familjen bladhorningar. Inga underarter finns listade i Catalogue of Life.